# 존 알렉산더 맥도널드
존 알렉산더 맥도널드 경(Sir John Alexander Macdonald, GCB, KCMG, 1815년 1월 11일~1891년 6월 6일)은 캐나다의 보수당 정치인으로 캐나다의 초대 총리 (1867 ~ 1873, 1878 ~ 1891)이다.
19세기 영국에서 캐나다가 독립해나가는 과정에서, 식민지 캐나다 자치령을 창조한 1867년 캐나다 연합의 개척자들 중의 하나였다. 도합 약 19년간 총리직을 재임하며 그는 캐나다 총리사에서 2번째로 장기집권한 총리가 되었다. 그는 재임 기간 대륙횡단철도를 약속하며 대륙을 잇고, 독립적 식민 주들의 일련으로 지내온 각 주들간의 공통된 정체성을 확립하기 위해 노력하였다. 허나 잉글랜드-프랑스계 캐나다인의 갈등은 되레 깊어져갔고, 퍼시픽 스캔들 같은 부패 사건은 그의 명성에 먹칠을 하여, 이후의 일생에 술을 많이 마셨다.

## 어린 시절
스코틀랜드 글래스고에서 태어났다. 그의 부친은 1811년 그의 모친 헬렌 쇼를 만난, 재정적으로 성공하지 못한 상인 휴 맥도널드였다. 부친의 모험적 비지니스의 실패 후, 그의 가족은 저렴한 땅과 새로운 재산의 약속들을 추구한 수천명의 다른이들과 더불어 1820년 어퍼 캐나다 킹스턴으로 이민을 갔다. 킹스턴에서 휴 맥도널드의 모험적 비지니스는 스코틀랜드에서 지내온 것보다 더욱 성공적이었다. 존이 10세 때 그는 온타리오주 킹스턴에 있는 미들랜드 그래머 스쿨로 보내졌다.

## 개인 생활

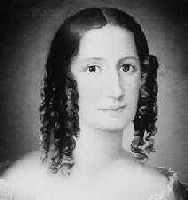
첫 부인 이사벨라 여사

1843년 28세의 나이에 맥도널드는 자신의 반초(?) 사촌누나 이사벨라 클라크 (1811 ~ 1857)에게 결혼하였다 (그들은 공통적으로 외조모를 두었다). 결혼한 곧 후에 이사벨라는 신비적 질병과 함께 무섭게 아파졌다. 그녀는 약물 치료에 의지하였고 자신의 시간의 대부분을 침대에서 보냈다. 맥도널드는 1848년 깨끗한 외곽적 공기가 이사벨라의 건강에 도움을 주는 희망에서 자신의 가족과 함께 킹스턴에 있는 벨뷰 하우스로 이주하였다. 하지만 이 실험은 실패였다. 특히 미국 코네티컷주 뉴헤이븐에 있는 병원에서 그녀가 치료를 받은 후, 더우기 싹트기 시작한 그의 정치와 법률 경력이 부인과 함께 보내는 많은 시간 만큼 자신이 느낀 것으로부터 그를 방지하였다. 이사벨라와 존은 2명의 아들 - 존 알렉산더 2세 (13개월 때 사망)와 이사벨라의 사망 후 맥도널드의 누이 마거릿과 그녀의 남펴 제임스 윌리엄슨에 의하여 키워진 휴 존을 두었다. 휴 존 맥도널드는 매니토바주의 지사가 되었다.
1867년 52세의 나이로 맥도널드는 자신의 2번째 부인 수전 애그니스 버나드 (1836 ~ 1920)에게 재혼하였다. 그들은 수두증과 함께 태어나 신체, 정신적 장애를 겪은 외동딸 마거릿 메리 시어도라 맥도널드 (1869 ~ 1933)를 두었다. 맥도널드는 항상 그녀가 회복되기를 희망하였으나 전혀 그렇게 되지 않았다.

## 법률 경력

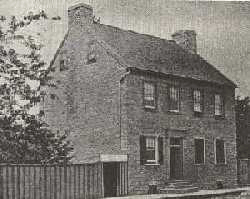
1835년 맥도널드가 첫 법률 사무소를 개장한지 몇달 후에 그는 가족 (부모와 누이들)과 함께 킹스턴의 리도 스트리트에 이 2와 2분의 1층 석조집으로 이주하였다.

맥도널드는 15세의 나이에 1830년 킹스턴의 변호사 조지 매켄지를 위하여 도제 계약으로 고용되기 시작하였다. 약속적인 법률 학생인 맥도널드는 17세의 나이에 내퍼니에 있는 지점 사무소를 경영하고 있었다. 1833년부터 1834년까지 맥도널드는 픽턴에서 자신의 사촌 로우더 페닝턴 맥퍼슨의 로펌을 운영하였다. 그러고나서 1835년 8월 맥도널드는 킹스턴에서 자신 소유의 법률 관행을 세웠다. 맥도널드는 그러고나서 1836년 2월 6일 법정으로 불러졌다. 자신 소유의 로펌을 개장한지 곧 후에 그는 2명의 학생들 - 올리버 모웟과 앨버트 캠벨을 받아들였다. 그는 1837년 반란에서 윈드밀 전투에서 포로로 잡힌 미국의 급습자들에 그의 비성공적이나 완고한 방어에 의하여 많은이들의 존경을 얻었다.

## 정치적 상승
1843년 맥도널드는 정계에 입문하여 자신이 선출된 것으로 킹스턴에서 구청장 직위를 위한 후보로 섰다. 그는 정치에서 자신의 흥미를 전시하였다. 1844년 그는 킹스턴을 대표하는 데 캐나다 연합의 입법부로 선출되어 1847년 그의 동료들의 인정을 얻어 윌리엄 헨리 드레이퍼 행정부에서 세입 징수 장관으로 임명되었다. 하지만 맥도널드는 드레이퍼의 정부가 다음 선거를 패할 때 자신의 지위를 포기해야 했다. 그는 보수당을 떠나 더욱 온건적이고 유쾌한 근거를 건설하는 것을 희망하였다. 1854년 그는 앨런 맥냅 경의 리더십 아래 자유보수당을 창립하는 데 도움을 주었다. 몇년 안에 자유보수당원들은 어떤 중도주의 개혁당원들은 물론 낡은 보수당의 근거의 전부를 끌어들이려고 하였다. 자유보수당은 1854년 권력으로 오고 새로운 행정부 아래 맥도널드는 법무장관으로 임명되었다. 내각에서 자신의 시간 동안 맥도널드는 다른 남자들이 주지사직을 보유했던 때마저 보통 가장 권력적인 장관이었다.

### 합동 주지사
다음 선거에서 맥도널드는 1856년과 1857년을 위하여 캐나다 동부의 에티엔파스칼 타셰 경과 함께 캐나다 연합의 합동 주지사가 되면서 정치에서 자신의 상승을 지속하였다.
1857년 타셰 경이 사임하고 조르주에티엔 카르티에가 그의 직위를 차지하였다. 1858년 선거에서 맥도널드-카르티에 정부는 패하였고, 그들은 합동 주지사로서 사임하였다. 정치의 흥미로운 조각에서 캐나다 총독은 카르티에가 패한지 단 1주 후에 그에게 상급 주지사가 되는 데 의문하였다. 카르티에는 받아들였고 맥도널드를 자신과 함께 더불어 직위로 데려왔다. 이 일은 자신들의 이전 직위를 사임한 1달 안에 한 것을 마련한 내각의 아무 일원이 내각에 다시 들어가면서 법적이었다. 맥도널드는 통신과 방어, 특히 인터콜로니얼 철도에 전념하였다. 1명의 역사가가 "그들의 정력있고 격한 이웃 캐나다에 의하여 제안된 야심적 계획을 숙고한다"고 쓰면서 캐나다는 자신들에게 식민성, 노바스코샤, 뉴브런즈윅, 뉴펀들랜드와 프린스에드워드아일랜드에 압력을 가해야 하였다.
연정은 1862년 또다시 패하였다. 맥도널드는 그러고나서 타셰 경이 은퇴에서 나와 다시 정당을 형성하는 데 자신과 계급들에 가입할 때 1864년 선거까지 야당의 당수로 지냈다.

### 캐나다 연방

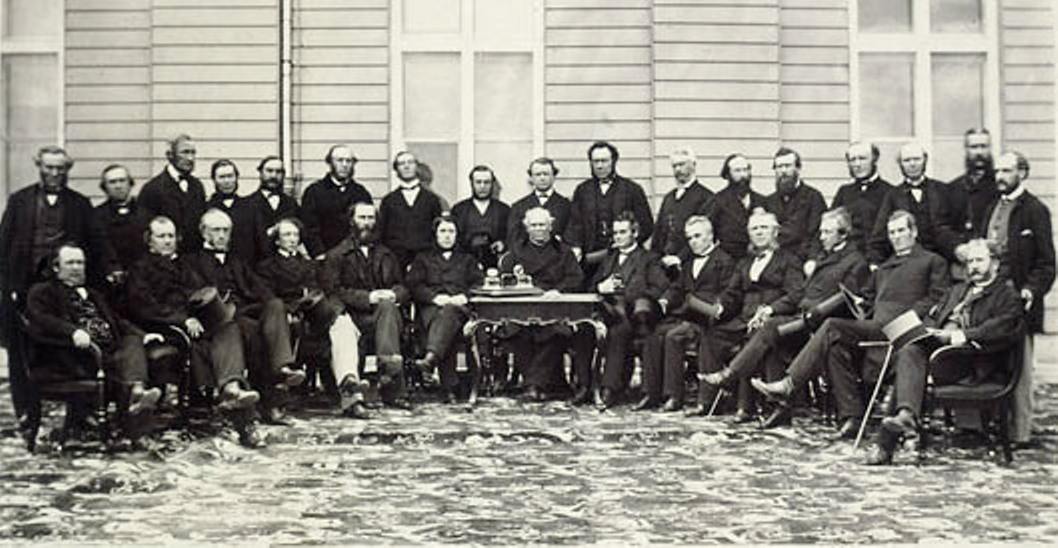
퀘벡 회의 (1864년). 앞줄 왼쪽에서 4번째가 맥도널드

캐나다 연합은 6개의 영국 식민지들 중의 하나였다. 대화는 부분적으로 경제적 이유들이나 또한 경계의 남부로 더욱 큰 국가 미국으로부터 위협이 되는 데 지각된 것에 대항하는 합병으로 연방을 형성하는 데 통합의 가능성을 탐험하는 진행에 있었다. 영국 의회에 의하여 북아메리카 법령의 통과에 이어 맥도널드는 1867년 7월에 열린 연방의 강한 후원자였다. 시초적으로 6개의 식민지들 중의 3개는 캐나다 자치령, 캐나다 연합, 뉴브런즈윅과 노바스코샤가 된 것에 가입하였다. 후에 남아있는 3개의 식민들과 다양한 다른 영토들도 또한 가입하였다. 그렇게 하는 데 마지막은 1949년 뉴펀들랜드였다. 맥도널드는 연방을 대브리튼 연합 왕국의 선거권 부분들 사이에 있는 것으로 비슷한 입법적 연합으로 보았다. 웨일스, 스코틀랜드와 잉글랜드가 자신들 소유의 주체성들을 가진 것만큼 주들은 자신들 특유의 주체성들을 계속 유지하려고 하였다. 하지만 그는 국민 소속감을 위조하는 데 흥미를 가지기도 하였다.

## 캐나다 자치령의 초대 총리

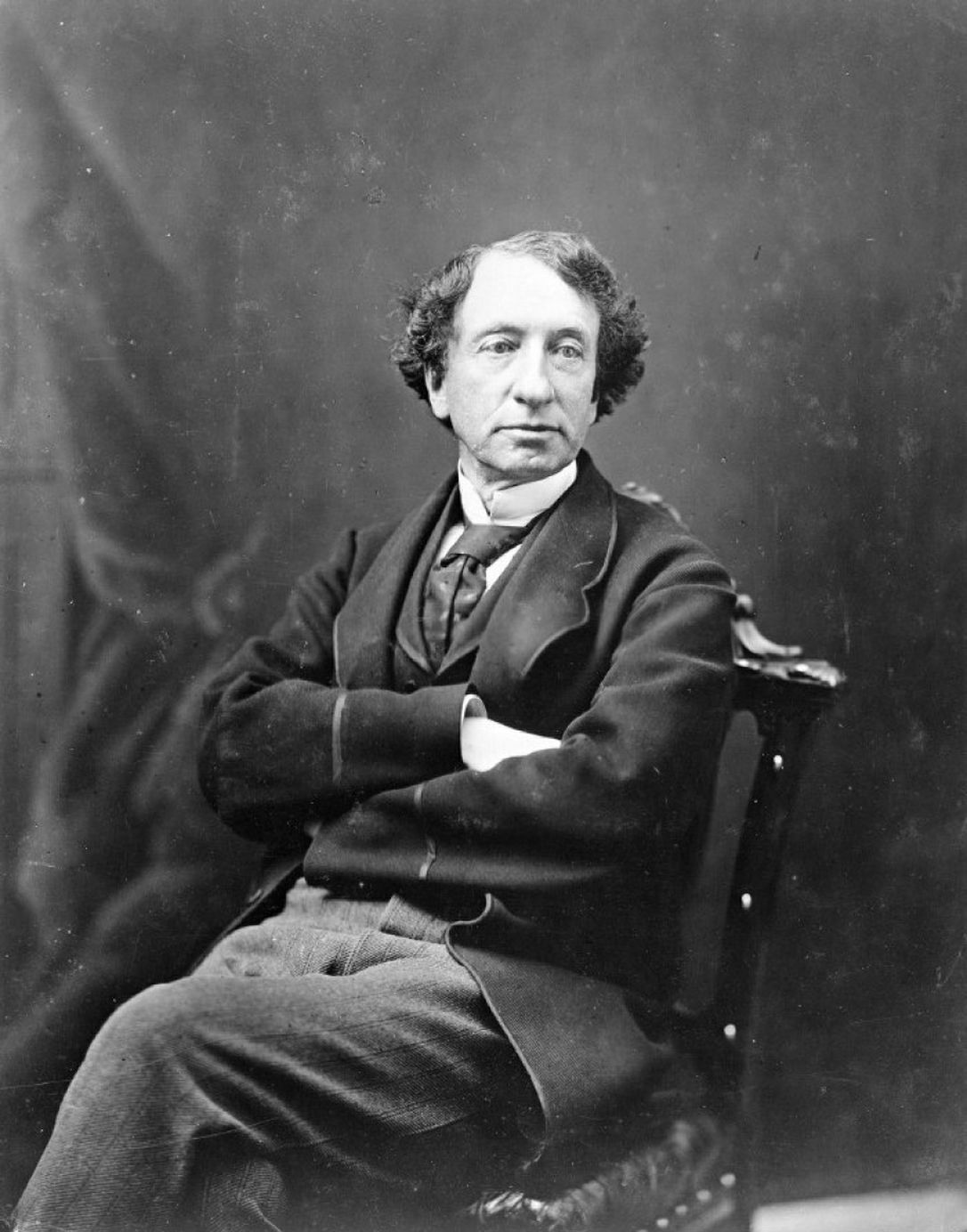
1872년의 맥도널드

빅토리아 여왕은 맥도널드가 캐나다 연합을 일으킨 완전한 역할을 한 공로로 그에게 기사 직위를 내렸다. 세인트마이클앤드세인트조지 훈장으로서 그의 창조는 1867년 7월 1일 캐나다 자치령의 탄생에 공고되었다. 선거는 맥도널드와 그의 보수당을 권력으로 놓은 8월에 열렸다.
초대 총리로서 맥도널드의 전망은 국가를 크게 만들어 그것을 통합하였다. 그의 지배 아래 캐나다는 루퍼츠랜드와 노스웨스턴 영토를 허드슨 베이 회사로부터 30만 파운드 (현재 캐나다 달러에서 대략 1천 1백 5십만 달러)에 사들였다. 이 대지는 노스웨스트 영토가 되었다. 1870년 의회는 매니토바 법령을 통과시켜 루이 리엘이 이끄는 레드강 반란으로 응답에서 노스웨스트 영토의 일부의 밖으로 매니토바주를 창조하였다.

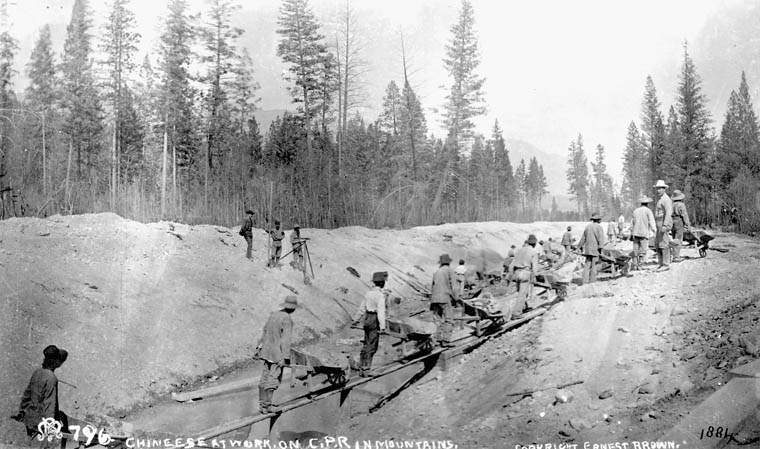
캐나다 태평양 철도 건설에 일하는 중국인 노동자들 (1884년)

1871년 영국은 브리티시컬럼비아를 캐나다 연방으로 추가하여 국가의 6번째 주로 만들었다. 허나 맥도널드는 BC주가 가입하는 데 내건 조건인, 연방정부 비용이 많이 드는 비현실적인 부채 탕감이나 보상금 지급, 대륙횡단철도 연결 등을 약속해야 했다. 하지만 그는 BC주의 이탈을 막기 위해 어쩔 수 없다고 생각했다. 1873년에는 프린스에드워드아일랜드가 연방에 가입하였고, 맥도널드는 다양한 노스웨스트 영토를 위한 경찰로서 활동하는 왕립 캐나다 기마경찰을 창조하였다.
하지만 무리한 철도 예산을 짜다 보니 맥도널드가 철도 건설을 위하여 계약들을 사정하는 데 뇌물을 받은 것에서 기소된 1873년 퍼시픽 스캔들이 있은 후, 맥도널드 내각은 1873년에 붕괴되어 물러나고 자유당 당수 알렉산더 매캔지 내각이 들어서게 된다. 후속의 1874년 연방 선거 역시 매켄지의 자유당 승리였다.
맥도널드는 1878년, 다른 국가들의 산업들로부터 보호에 의하여 국가 안에서 무역을 흥행하는 계획인 국가 정책의 강화에 내각으로 돌아와 자신이 첫 삽을 푼 캐나다 태평양 철도를 완료하는 데 노력했다. 그해 루이 리엘도 또한 캐나다로 돌아와 서스캐처원 영토에서 노스웨스트 반란을 일으켰으나 노스웨스트 기마경찰이 철도를 내려놓는 데 보내졌다. 허나 반역으로 판결된 리엘의 재판과 그 후의 사형은 리엘을 성원한 프랑스계 캐나다인과 맥도널드를 성원한 잉글랜드계 캐나다인들 사이에 깊은 정치적 분할을 일으켰다.
1891년 맥도날드의 마지막 선거에서 그는 자신이 "농민들의 일꾼"임을 강조하는 한편, "미국인의 위협"에 집중하여 캐나다의 상징들에 의존하고, 애국주의적 감정을 호소했다. 하지만 선거에서 당선된 이후 직위에서 최종 기간은 단명되었다.

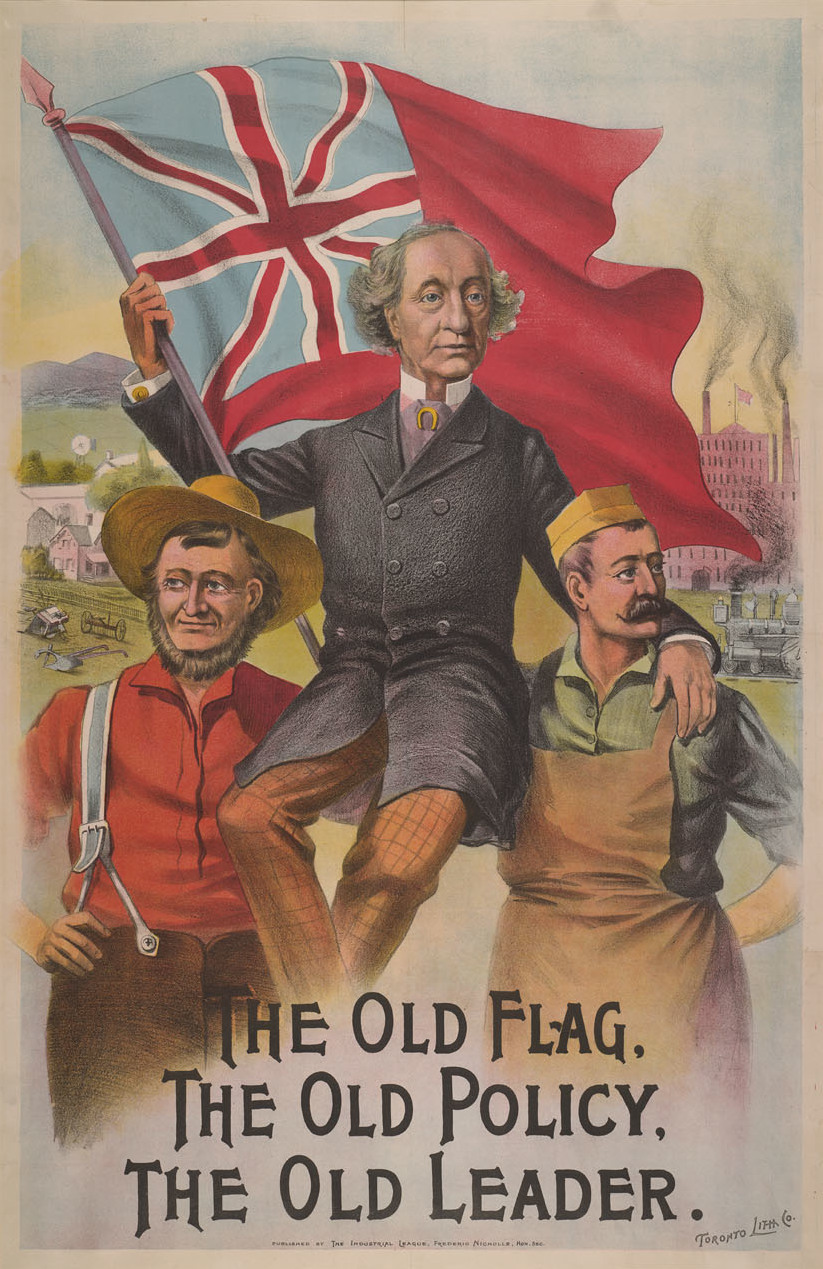
1891년 맥도널드의 선거 포스터

## 최후
1891년, 76세의 노장은 과로, 스트레스, 음주와 2달 동안 자신의 사무실을 병실로 전향시킨 1870년 담석 문제를 포함한 중증의 여러 병의 세월들을 느끼기 시작하였다. 그해 5월 29일 맥도널드는 연설하는 능력을 강탈당할 정도로 중증을 겪었다. 그러다 1주 후 6월 9일 그는 76세의 나이로 사망하였다. 그는 캐나다 국민들의 애도 속에 캐나다 상원 회의장에 놓였다. 그의 장례식은 6월 9일에 열렸다. 그는 온타리오주 킹스턴 근처에 있는 카타라퀴 묘지에 안장되었다. 그의 자식들 중 아무도 상속을 남기지 않았고, 그는 친척 휴 게인스퍼드에 의하여 생존되었다.

## 대법관 임명
맥도널드는 총독에 의하여 캐나다 대법원의 재판관들로서 임명하는 데 다음과 같은 법학자들을 선택하였다. -
- 크리스토퍼 새먼 패터슨 (1888년 10월 27일 ~ 1893년 7월 24일)

- 존 웰링턴 그윈 (1879년 1월 14일 ~ 1902년 1월 7일)

- 윌리엄 존스턴 리치 경 (대법관으로서 1879년 1월 11일 ~ 1892년 9월 25일; 매켄지 총리 아래 배석 재판관으로서 1875년 9월 30일)

## 프리메이슨주의
맥도널드는 프리메이슨이었다. 1844년 킹스턴 세인트존스 로지 5번지에서 가입되었다. 1868년 그는 캐나다 그랜드로지 근처에 그랜드 대표로서 잉글랜드의 유나이티드 그랜드 로지에 의하여 임명되었고, 패스트 그랜드 상급 감시원의 계급이 그에게 수여되었다. 그는 1891년 자신의 사망까지 지속적으로 잉글랜드 그랜드 로지를 대표하였다. 그의 앞치마와 건틀릿과 함께 그의 커미션들은 패스트 그랜드 상급 감시원으로서 그의 성장과 더불어 킹스턴에 있는 메이소닉 템플에 있다. 그의 도서관에서 책들 중은 캐나다에서 출판된 첫 메이슨주의 책 〈노바스코샤에서 프리메이슨주의의 역사〉의 매우 희귀 사본이다.

## 기타

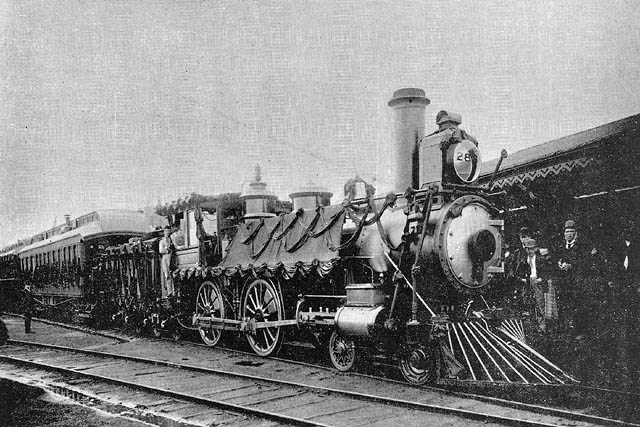
1891년 6월 10일 오타와에서 킹스턴까지 맥도널드의 운구를 실은 그의 장례식 열차

맥도널드는 캐나다의 10 달러 지폐에 묘사되었다. 또 그의 이름을 딴 다리, 공항과 고속도로들을 가지고 있다.
맥도널드와 그의 아들 휴 존은 잠시 초로의 맥도널드의 사망에 대비하여 캐나다 하원에 함께 앉은 바 있다.
2004년 맥도널드는 캐나다 방송 협회의 시청자들에 의하여 톱 10의 "거대한 캐나다인들" 중의 하나로서 후보에 올랐다. 그는 붉은 토리당 전통의 창립자로서 몇몇 캐나다 정치학자들에 의하여 숙고되었다.

## 서훈
- 1867년 바스 훈장 2등급(KCB, 작위급 훈장)
- 세인트마이클앤드세인트조지 훈장 2등급(KCMG, 작위급 훈장)
- 1884년 바스 훈장 1등급(GCB, 작위급 훈장)

## 역대 선거 결과
| 선거명      | 직책명                     | 대수 | 정당       | 득표율   | 득표수  | 결과 | 당락                   |
| ----------- | -------------------------- | ---- | ---------- | -------- | ------- | ---- | ---------------------- |
| 1867년 선거 | 하원의원 (킹스턴 선거구)   | 1대  | 자유보수당 | 0%       | 735표   | 1위  | 킹스턴 하원의원 당선   |
| 1872년 선거 | 하원의원 (킹스턴 선거구)   | 2대  | 자유보수당 | 0%       | 735표   | 1위  | 킹스턴 하원의원 당선   |
| 1874년 선거 | 하원의원 (킹스턴 선거구)   | 3대  | 자유보수당 | 0%       | 839표   | 1위  | 킹스턴 하원의원 당선   |
| 1874년 선거 | 하원의원 (킹스턴 선거구)   | 3대  | 자유보수당 | 0%       | 889표   | 1위  | 킹스턴 하원의원 당선   |
| 1878년 선거 | 하원의원 (킹스턴 선거구)   | 4대  | 자유보수당 | 0%       | 847표   | 2위  | 낙선                   |
| 1878년 선거 | 하원의원 (마켓 선거구)     | 4대  | 자유보수당 | 단독후보 | 무투표  | 1위  | 마켓 하원의원 당선     |
| 1878년 선거 | 하원의원 (빅토리아 선거구) | 4대  | 자유보수당 | 0%       | 896표   | 1위  | 빅토리아 하원의원 당선 |
| 1882년 선거 | 하원의원 (레녹스 선거구)   | 5대  | 자유보수당 | 0%       | 1,492표 | 1위  | 레녹스 하원의원 당선   |
| 1882년 선거 | 하원의원 (칼튼 선거구)     | 5대  | 자유보수당 | 48.75%   | 1,185표 | 1위  | 칼튼 하원의원 당선     |
| 1887년 선거 | 하원의원 (칼튼 선거구)     | 6대  | 보수당     | 73.62%   | 1,691표 | 1위  | 칼튼 하원의원 당선     |
| 1887년 선거 | 하원의원 (킹스턴 선거구)   | 6대  | 보수당     | 0%       | 1,368표 | 1위  | 킹스턴 하원의원 당선   |
| 1891년 선거 | 하원의원 (킹스턴 선거구)   | 7대  | 보수당     | 0%       | 1,784표 | 1위  | 킹스턴 하원의원 당선   |